# Parafia Chrystusa Króla w Radomiu
Parafia Chrystusa Króla w Radomiu – parafia rzymskokatolicka w dekanacie Radom-Północ diecezji radomskiej.

## Zasięg parafii
Do parafii należą wierni z Radomia, mieszkający przy ulicach: Andersa, Gołębiowskiej (nr 15-62), Kotarbińskiego, Obrońców Warszawy, Orląt Lwowskich, Ks. Skorupki, Struga (nr nieparzyste od ul. Zbrowskiego do ul. Kozienickiej), Zientarskiego i Zbrowskiego (do ul. Struga).

## Historia
Miejsce pod budowę nowego kościoła na osiedlu Gołębiów zostały poświęcone 20 czerwca 1982 roku przez bp. Edwarda Materskiego. W tym samym roku zbudowano tymczasową kaplicę z zapleczem katechetycznym, których poświęcenia dokonał 17 października 1982 roku bp. Stanisław Sygnet. Od 1 stycznia 1983 roku przy kaplicy prowadzono samodzielne duszpasterstwo. Parafia została erygowana 1 października 1984 r. przez bp. Edwarda Materskiego.
Kościół zbudowano według projektu architekt Bożeny Łyjak, aneksu architekta Zbigniewa Grządzieli i konstruktora Bogdana Cioka. Świątynia powstała w latach 1988–1992, dzięki staraniom ks. Jana Niziołka. Bp Edward Materski poświęcił kościół 31 maja 1992 roku.

## Grupy parafialne
- Ruch Światło-Życie
- Droga Neokatechumenalna
- Rodzina Różańcowa
- Szafarze Komunii Świętej
- Legion Maryi
- Czciciele Michała Archanioła
- Ministranci

## Zgromadzenia zakonne
- Dom zakonny Zgromadzenia Córek św. Franciszka Serafickiego